# 威廉森鎮區 (北卡羅萊納州蘇格蘭縣)
威廉森鎮區（英語：Williamson Township）是位於美國北卡羅萊納州蘇格蘭縣的一個鎮區。

## 地方資料
威廉森鎮區的面積為173.01平方千米，皆為陸地。根據2020年美國人口普查的數據，當地共有人口7372人，而人口密度為每平方千米42.61人。